# Jahorlički zaljev
Jahorlički zaljev (ukr. Ягорлицька затока) je plitki zaljev u blizini obale Ukrajine (između poluotoka Jahorlik Kut i Kinburnskog poluotoka), sjeverno Crno more. Zaljev je odvojen od mora lancem otoka Dovhij i Kruhlji. Od Tendrivskog zaljeva odijeljen je Jahorlik Kutom, a od Dnjeparsko-buškog limana Kinburnskim poluotokom.
Zaljev je dug 26 km, širok 15 km, a dubok do 5 m.